# 연제풍
연제 풍(攣鞮諷, ? ~ 25년)은 전한 말기 ~ 후한 초기의 제후이다.

## 행적
건시 2년(기원전 31년), 아버지 연제부창의 뒤를 이어 귀덕후(歸德侯)에 봉해졌다.
귀덕후 풍 56년(25년)에 죽었고, 아들 연제양이 작위를 이었다.

## 출전
- 반고, 《한서》 권17 경무소선원성공신표

| 선대 아버지 귀덕양후 연제부창 | 전한 ~ 후한의 귀덕후 기원전 31년 ~ 기원후 25년 | 후대 아들 연제양 |